# 2. Sinfonie (Kochan)
Die Sinfonie Nr. 2 zählt zu den bedeutendsten Sinfonien von Günter Kochan (1930–2009). Sie entstand 1968 und wurde am 21. Februar 1969 anlässlich der II. Musik-Biennale Berlin uraufgeführt. Das Werk hat eine Spieldauer von ungefähr 16 Minuten.

## Orchesterbesetzung
1 Piccoloflöte, 2 Flöten, 2 Oboen, 2 Klarinetten (B), 2 Fagotte, Kontrafagott, 4 Hörner (F), 2 Trompeten (C), 3 Posaunen, Tuba, Pauken, Klavier, Schlagzeug für 3 Spieler (Kleine Trommel, Rührtrommel, 2 Tom Tom, 2 Bongos, Holztrommel, 2 Tempelblocks, hängendes Becken, Tamtam, Große Trommel, Xylophon, Glockenspiel, Vibraphon), 1. und 2. Violinen, Bratschen, Violoncelli und Kontrabässe.

## Sätze
Das Werk besteht aus einem Satz.

## Entstehung
Die Sinfonie war dem 20. Jahrestag der Deutschen Demokratischen Republik (DDR) gewidmet. Sie enthält jedoch keine Erzählhandlung mit staatstragenden Motiven. Stilistisch orientiert sich das Werk an der Neoklassik mit Bezügen zur Zwölftonmusik von Arnold Schönberg. Kochan stand mit seinem Werk Dmitri Schostakowitsch sehr nahe und wurde im Finale durch Aram Chatschaturjan beeinflusst.

## Uraufführung
Die Komposition wurde 1969 vom Berliner Sinfonieorchester unter der Leitung von Kurt Sanderling uraufgeführt.
Nach eigenen Aussagen aus den 1970er Jahren wurde seine zweite Sinfonie danach ca. 25-mal aufgeführt.